# Eccremidium
Eccremidium es un género de musgos perteneciente a la amilia Archidiaceae. Comprende 21 especies descritas y de estas solo 7  aceptadas.

## Taxonomía
El género fue descrito por Ernest Henry Wilson y publicado en London Journal of Botany 5: 450. 1846.

## Especies aceptadas
A continuación se brinda un listado de las especies del género Eccremidium aceptadas hasta febrero de 2015, ordenadas alfabéticamente. Para cada una se indica el nombre binomial seguido del autor, abreviado según las convenciones y usos.
- Eccremidium arcuatum (Hook. f. & Wilson) Müll. Hal.
- Eccremidium brisbanicum (Broth.) Steere & G.A.M. Scott
- Eccremidium exiguum (Hook. f. & Wilson) Wilson
- Eccremidium floridanum H.A. Crum
- Eccremidium minutum (Mitt.) Steere & G.A.M. Scott
- Eccremidium pulchellum (Hook. f. & Wilson) Müll. Hal.
- Eccremidium whiteleggei Broth.